# Liste des ports en Guyane
Liste des ports en Guyane.
Cette liste n'est pas exhaustive.
- Dégrad des Cannes, à Remire-Montjoly :

- Marina de Dégrads des Cannes, à Remire-Montjoly :

- Vieux Port, à Cayenne :

- Port du Larivot, à Matoury :

- Port de Pariacabo, à Kourou :

- Port de l’Ouest, à Saint-Laurent-du-Maroni :

- Débarcadère de l’Île Royale, aux Îles du Salut :

- Gare maritime des Balourous, à Kourou :